# Molen bij de Kortenburg
De watermolen Molen bij de Kortenburg was gelegen op het huidige  Oranje Nassau's Oord aan de Kortenburgsebeek. De molen is gebouwd rond 1706 als papiermolen en stond in het huidige bosje tussen de beek en de Grote laan.
De molen lag op de grens van de gemeenten Wageningen en Renkum en werd in 1747 in opdracht van enkele Wageningers omgebouwd tot korenmolen omdat bij windstilte de Wageningse korenmolen niet kon draaien. Door de waterkracht was men minder van de wind afhankelijk. Dit leidde wel tot bezwaar van de Wageningse molenaars en toen de Renkumse eigenaar Jan de Watermulder niet lang daarna de Kortenburgse molen met paardenkracht wilde versterken tot rosmolen werd dat van hogere hand verboden. 
Rond 1825 wordt de molen uit gebruik genomen.